# Kasper Risgård
Kasper Winde Risgård (født 4. januar 1983 i Aars) er en dansk tidligere professionel fodboldspiller, der i størstedelen af sin karriere spillede for AaB. I perioden 2009-2013 forsøgte han sig i tysk og græsk fodbold samt hos ligarivalerne fra Silkeborg IF, inden han vendte tilbage til AaB.
Han spillede tre kampe for Danmarks U/20-landshold og en enkelt kamp for Danmarks ligalandshold.

## Karriere

### AaB
Risgård spillede oprindeligt i Aars IK, inden han skiftede til AaB som andetårs juniorspiller i 1999.
Kasper Risgård blev introduceret til professionel fodbold sent i Superligaen 2002-03, da AaB overraskende befandt sig kæmpende i bunden af tabellen. Risgård spillede nogle fine kampe, blandt andet med et mål i DONG Cup-semifinalen mod Brøndby IF og en vital vinder mod Køge Boldklub.
I løbet af de næste sæsoner faldt Risgård længere væk fra førsteholdet og blev til sidst lånt ud til de lokale rivaler FC Nordjylland. Da han vendte tilbage til AaB, forblev han væk fra førsteholdet, men på grund af mange skader, fik Risgård en ny chance som central forsvarsspiller i slutningen af Superligaen 2005-06, hvor han spillede godt i et halvt år, før han blev flyttet længere frem på banen i efteråret af Superligaen 2006-07. Denne gang flyttede AaB’s træner Erik Hamrén ham til en position som defensiv midtbanespiller, hvor han viste sig som en vigtig førsteholdsspiller. På grund af en række imponerende præstationer både i Superligaen og UEFA Cup efterudtog den danske landstræner Morten Olsen ham til ligalandsholdet.

### Bielefield
Den 9. juni 2009 underskrev Risgård en treårig aftale med den tyske 2. Bundesliga-klub Arminia Bielefeld på en fri transfer. Her spillede han sammen med den danske kollega Jonas Kamper. Den 4. december 2009 scorede Risgård sit første mål for klubben i et 2-3 nederlag mod Fortuna Düsseldorf.

### Panionios
Den 31. august 2010 underskrev Risgård en toårig aftale med den græske Superleague-klub Panionios GSS. Han blev fritstillet fra sin kontrakt med Panionios i februar 2011, da Paninios ikke betalte løn i fire måneder.

### Silkeborg IF
Den 1. marts 2011 underskrev Risgård en toårig aftale med den danske Superliga-klub Silkeborg IF. Da handlen fandt sted udenfor transfervinduet, skulle kontrakten godkendes af UEFA, før han kunne spille for Silkeborg.

### AaB
Den 19. juli 2013 underskrev Kasper Risgård en etårig aftale med barndomsklubben AaB. Den 29. januar 2014 blev aftalen forlænget med yderligere tre år frem til slutningen af 2016, som igen den 8. marts 2016 blev forlænget med to år.
Risgård blev ny viceanfører i AaB i juli 2016, da Kenneth Emil Petersen skiftede til Odense Boldklub.
I foråret 2019 blev det offentliggjort, at Risgård ville indstille sin karriere med udgangen af sæsonen.

## Titler
- AaB
  - Superligaen: 2007-08 og 2013/14
  - DBU Pokalen: 2014